# إد تايلور (لاعب كرة قاعدة أمريكي)
إد تايلور (بالإنجليزية: Ed Taylor)‏ هو لاعب كرة قاعدة أمريكي، ولد في 23 مارس 1877 في فلسطين في الولايات المتحدة، وتوفي في 31 يناير 1912 في دالاس في الولايات المتحدة.

## وصلات خارجية
- إد تايلور (لاعب كرة قاعدة أمريكي) على موقعبيزبول رفرنس.كوم (الدوري الرئيسي) (الإنجليزية)
- إد تايلور (لاعب كرة قاعدة أمريكي) على موقعبيزبول رفرنس.كوم (الدوري الثانوي) (الإنجليزية)